# Luka-Rajky-Kultur
Die Luka-Rajky-Kultur (ukrainisch Лука-Райковецька культура) war eine slawische archäologische Kultur vom 7. bis 9. Jahrhundert in der heutigen Ukraine.

## Verbreitungsgebiet
Die Luka-Rajky-Kultur erstreckte sich zwischen dem oberen westlichen Bug im Westen und dem Dnepr im Osten.
Benannt wurde sie nach dem Burgwall in der Flur Luka bei dem Dorf Rajky im Rajon Berdytschiw in der Oblast Schytomyr. Ein weiterer wichtiger Fundort war die frühe Burganlage in Kiew.

## Entstehung
Die Luka-Rajky-Kultur entwickelte sich im 7. Jahrhundert aus der frühslawischen Kortschak-Kultur.
Träger waren verschiedene ostslawische Stämme wie die Duleben, Drewljanen und Poljanen.
Sie ist verwandt mit den zeitgleichen mittelslawischen Kulturen der Feldberger und der Rüssener Keramik.

## Wirtschaft
Ackerbau und Viehzucht waren Lebensgrundlagen. Die Verarbeitung von Metallen wie Eisen war entwickelt (Schmelzofen z. B. in Rajky).
Es wurden u. a. typische slawische Schläfenringe, kleine anthropomorphe Fibeln, Armbänder gefunden.

## Keramik
Die Keramik war verschiedenartig verziert. Sie folgt der Prag-Kortschak-Kultur in Material, Art der Gestaltung und Formengebung. Anfangs war sie handgeformt, ab dem 9. Jahrhundert wurde sie im oberen Teil nachgedreht und später vollständig auf der Töpferscheibe gefertigt. Im Laufe der Zeit veränderten sich die Formen zu niedrigeren und breiteren und stärker profilierten Gefäßen.

## Siedlungen
Die Siedlungen lagen an Flüssen und Seen und waren meist unbefestigt. Seit dem 9. Jahrhundert entstanden vermehrt befestigte Burgwallanlagen, die als Handwerks-, Handels- und administrative Zentren fungierten.
Die Häuser waren in die Erde eingetieft oder ebenerdig.

## Bestattungskultur
Anfangs wurde in Gräberfeldern Leichenbrand in Urnen bestattet, seit dem 8. Jahrhundert vermehrt in Hügelgräbern ohne Urnen.

## Nachfolger
Seit dem 10. Jahrhundert entstand aus der Luka-Rajky-Kultur die mittelalterliche Kultur der Kiewer Rus.